# Рибченко Олеся Григорівна

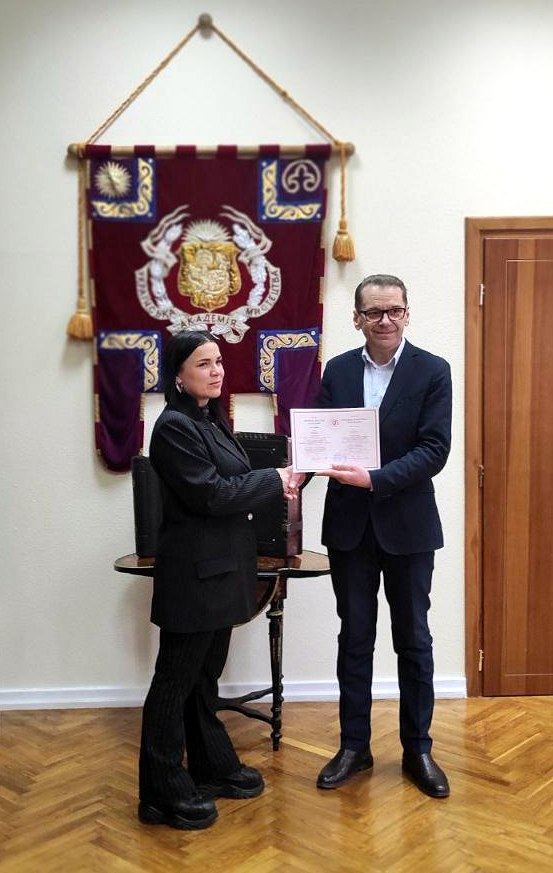
Олеся РИБЧЕНКО PhD

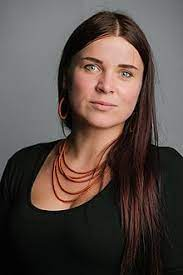
Олеся РИБЧЕНКО

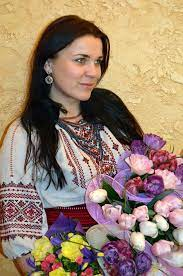
Олеся РИБЧЕНКО

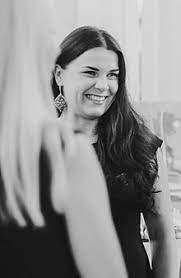
Олеся РИБЧЕНКО

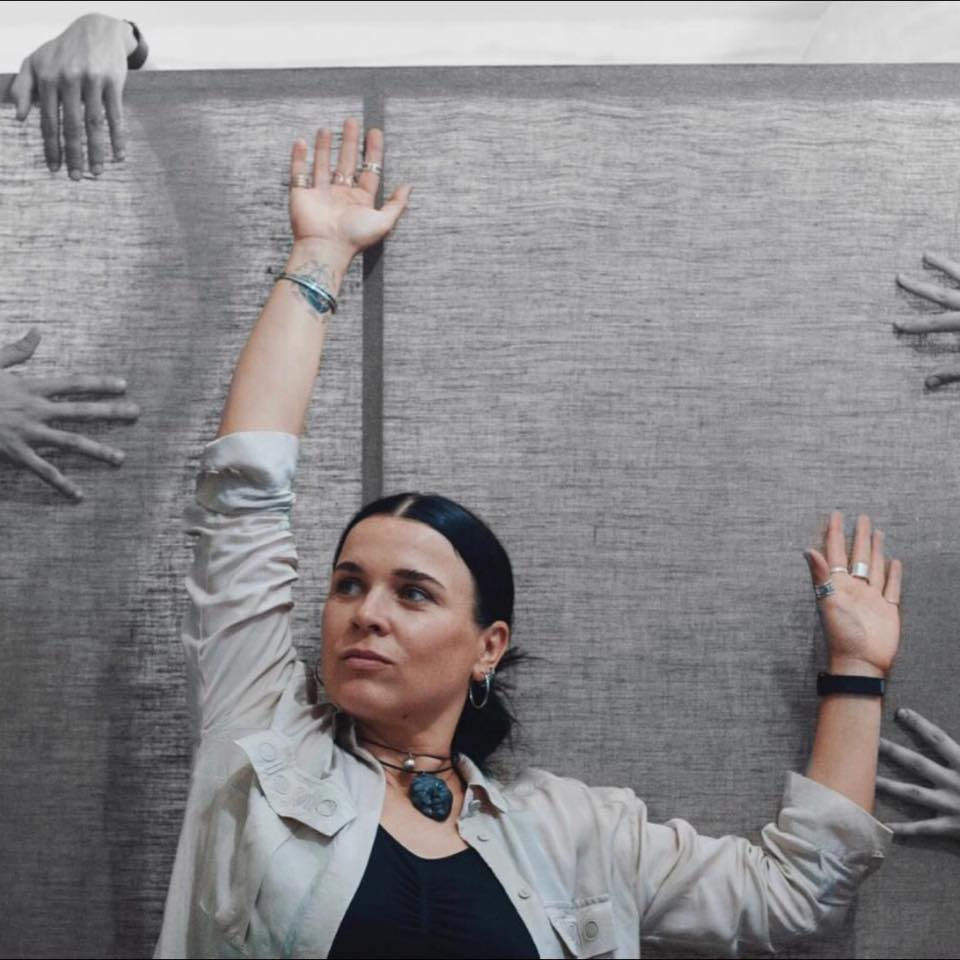
Олеся РИБЧЕНКО

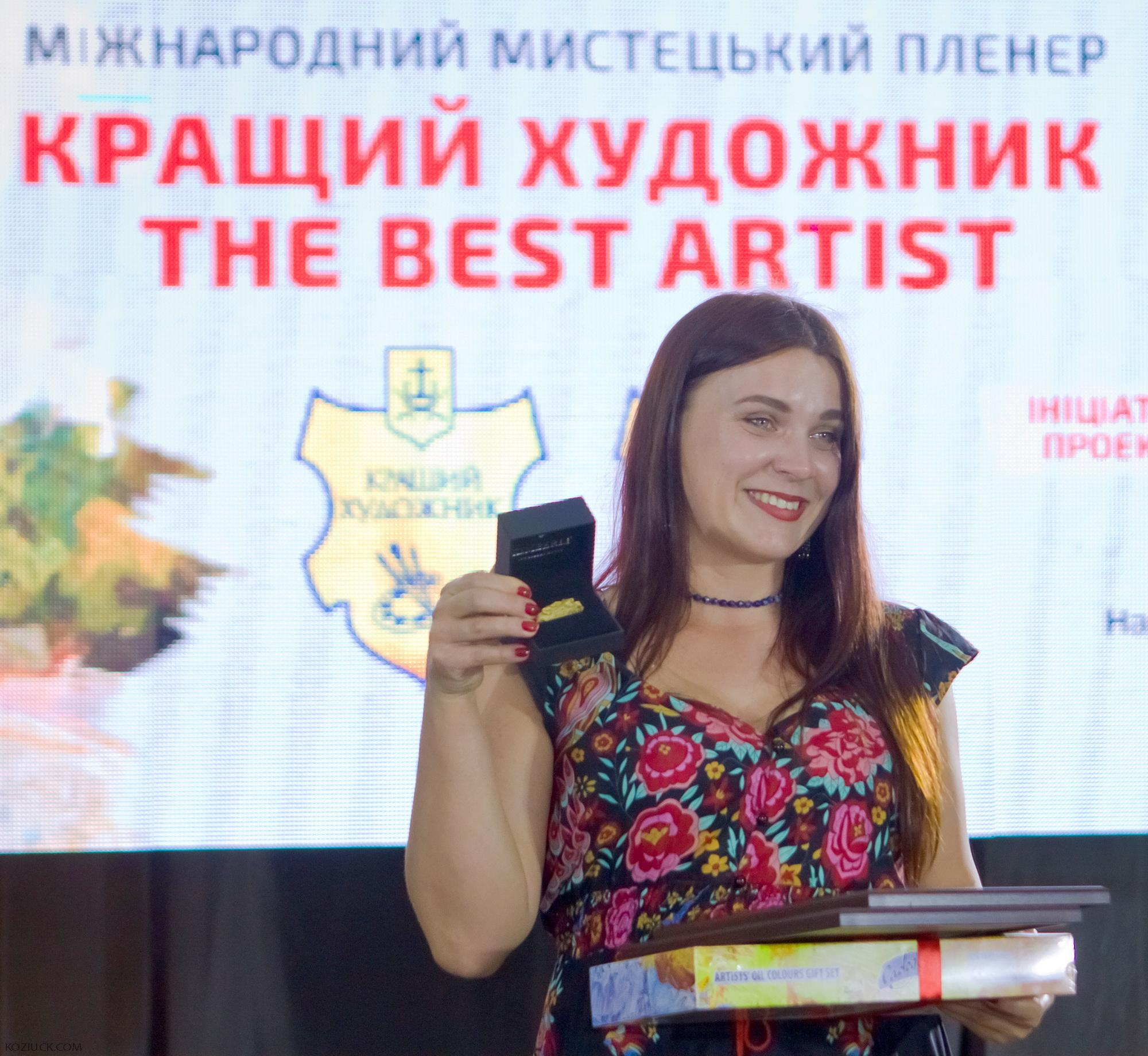
Олеся РИБЧЕНКО

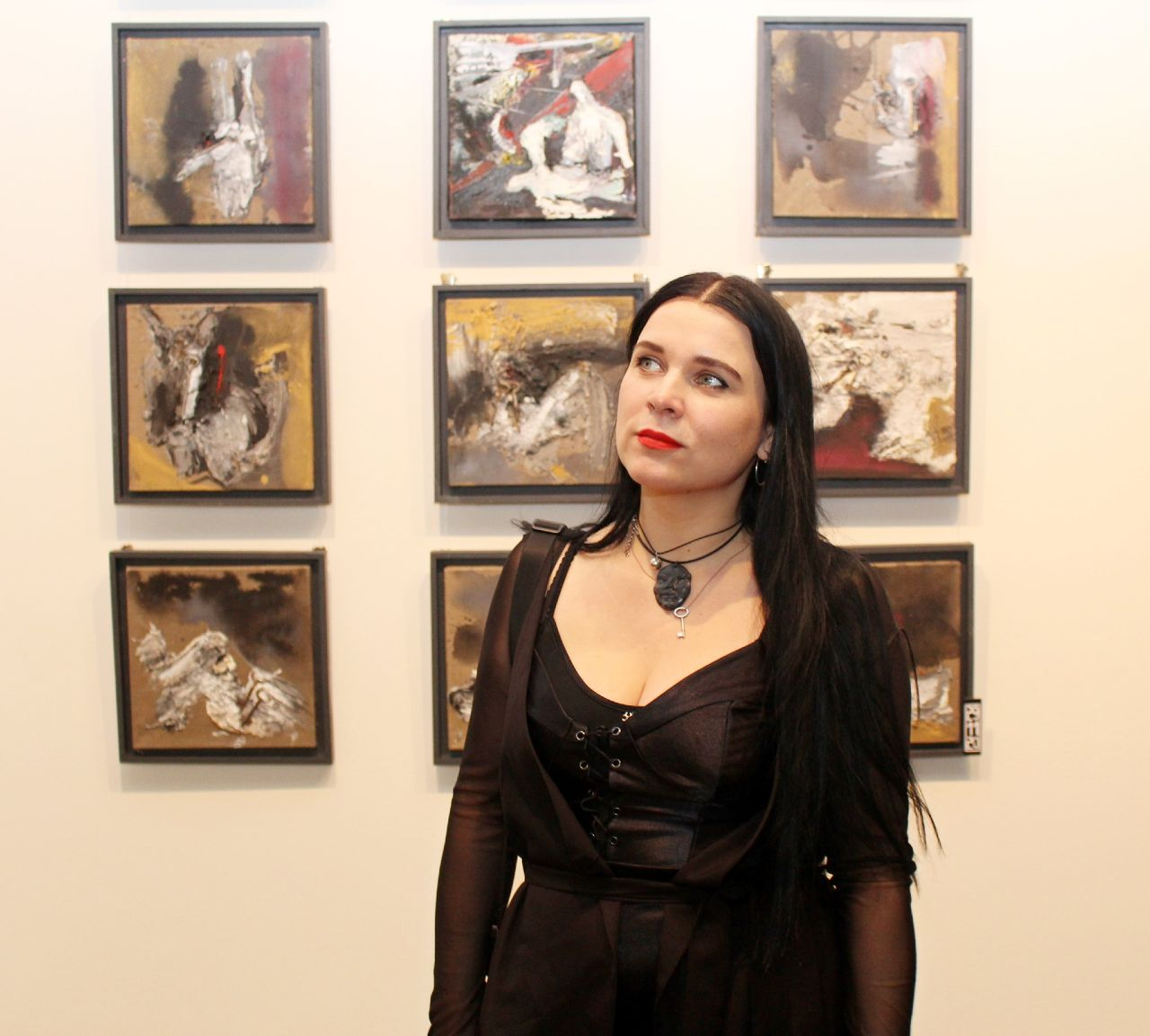
Олеся РИБЧЕНКО

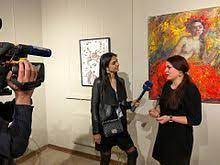
Олеся РИБЧЕНКО

Рибченко Олеся Григорівна (Olesia Rybchenko) — художник, мистецтвознавець.

## Життєпис
Народилася 15.02.1982 у селі Сеньківка Бориспільського району на Київщині.
Член Національної спілки художників України (НСХУ).
Член Національного українського комітету Міжнародної асоціації образотворчих мистецтв (НУК МАОМ), AIAP Association Internationale des Arts Plastiques, IAA International Association of Art.
Магістр Національної академії мистецтв і архітектури (спеціальність: образотворче мистецтво, декоративне мистецтво, реставрація; професійна кваліфікація: художник-живописець, дослідник, викладач), факультет образотворчого мистецтва (станковий живопис, майстерня  Гуріна В. І.).
Доктор філософії (PhD) галузь знань 02 "Культура і мистецтво", спеціальність 023 "Образотворче мистецтво, декоративне мистецтво, реставрація".
Учасниця понад 150 всеукраїнських та міжнародних художніх конкурсів, виставок та інших мистецьких проєк

## Участь у мистецьких проєктах

### 2012р.:
Конкурс ім. Шаталіна В. В. (Київ, НАОМА)
Всеукраїнська художня виставка «До Дня художника» (Київ, Центральний будинок художника)

### 2013р.:
Конкурс ім. Зарєцького В. І. (Київ, НАОМА)
Всеукраїнська художня виставка «Жіночий портрет» (Київ, Центральний будинок художника)
Конкурс ім. Мурашка О. О. (Київ, НАОМА)
Благодійна виставка «Зелена хвиля» (Київ, галерея «Митець»)
Всеукраїнська художня виставка «До Дня художника» (Київ, Центральний будинок художника)

### 2014р.:
Всеукраїнська художня виставка до 200-річчя від Дня народження Т. Г. Шевченка (Київ, Центральний будинок художника)
Всеукраїнський культурно-мистецький проєкт «Мальовнича Україна» (Черкаси, Черкаський художній музей)
Всеукраїнська художня виставка до Дня художника (Київ, Центральний будинок художника)
Конкурс ім. Пузиркова В. Г. (Київ, НАОМА)
Конкурс ім. Мурашка О. О. (Київ, НАОМА)

### 2015р.:
Всеукраїнська художня виставка «Різдво» (Київ, Центральний будинок художника)
Всеукраїнська художня виставка «Жінки України — митці» до 200-річчя від дня народження Т. Г. Шевченка (Київ, Дирекція художніх виставок)
Всеукраїнський мистецький проєкт «Історичні постаті майбутнього» (Черкаси, Черкаський художній музей)
Міжнародний конкурс «До 75 річчя Перемоги» (Казахстан, Астана, Український центр науки і культури посольства України в Республіці Казахстан)
Групова виставка живописних творів «Седнів» (Київ, Центральний будинок художника)
Всеукраїнський фестиваль талантів «Світ мистецтв» ARTALIGA (Київ, готель «Турист»)
Всеукраїнський культурно-мистецький проект «Мальовнича Україна» (Черкаси, Черкаський художній музей)
Всеукраїнська художня виставка «Щедрість рідної землі» (Житомирська обл. с. Кмитів, Кмитівський музей образотворчого мистецтва ім. Й. Д. Буханчука)
Мистецький проєкт «Справжні українці» (Київ, Центральний будинок художника)
Всеукраїнська художня виставка «До Дня художника» (Київ, Центральний будинок художника)
Всеукраїнський художній пленер-виставка «Місто на камені» (Кам'янець-Подільський)
ІІ Всеукраїнський круглий стіл «Сучасна інтерпретація міського краєвиду в контексті полікультурного простору Поділля» (КПНУ ім. Івана Огієнка)
Конкурс ім. Пузиркова В. Г. (Київ, НАОМА)
Конкурс ім. Мурашка О. О. (Київ, НАОМА)
Всеукраїнська різдвяна виставка (Київ, Центральний будинок художника)

### 2016р.:
Персональна виставка «ДНК національного кольору» (Київ, музей української діаспори).
День художника на Радіо «Культура» 26.03.2016
Всеукраїнська виставка «Мальовнича Україна» (Київ, Центральний будинок художника)
Мистецький проект «Великодній сюжет у творчості сучасних українських художників» (Київ, галерея ім. О. Замостян)
Вернісаж «Ботаніка» у рамках Міжнародного фестивалю фестивалів GARDEN MUSIC (Київ, Ботанічний сад ім. М.Гришка)
ІХ Всеукраїнський історико-культурологічний фестиваль «Мамай-fest» (м. Кам'янське, Музей історії міста)
Всеукраїнська художня виставка, присвячена Дню Незалежності України (Київ, Центральний будинок художника)
Живописно-графічно-скульптурний симпозіум «Дубенський замок–Х. Історія та постаті: переосмислення» (Рівненська обл., м. Дубно)
Перший міжнародний живописний симпозіум «Славсько-2016» (Львівська обл., м. Славсько)
Всеукраїнська художня виставка «До Дня художника» (Київ, Центральний будинок художника)
Конкурс на здобуття премії імені М. Г. Дерегуса (Міністерство культури України)
Всеукраїнська різдвяна виставка (Київ, Центральний будинок художника)

### 2017р.:
Персональна виставка «Дівчата і квіти» (Київ, Національна оперета України) 
Персональна виставка «Подих весни» (Київ, кафе «Сіті»)
Виставка «Жінка — древо життя» (Київ, Музей сучасного мистецтва)
Всеукраїнський конкурс з живопису «Срібний мольберт» (Ужгород, «Бровді Арт»)
Всеукраїнська виставка «Мальовнича Україна» (Сєвєродонецьк, Галерея мистецтв)
Круглий стіл на тему: «Я — Мама Особливої Дитини! Чому я щаслива?» (Верховна Рада україни, м. Київ)
XVIII Міжнародний рєпінський пленер (Харківська обл., м. Чугуїв)
LVIX Міжнародний пленер «Чорногорія — 2017» (Чорногорія, м. Столів)
Всеукраїнський пленер «Кращий художник» (Вінниця)
Всеукраїнська виставка претендентів на вступ до НСХУ (Київ, Центральний будинок художника)
Міжнародний конкурс з живопису «Срібний мольберт» (Ужгород, «Бровді Арт»)

### 2018р.:
VIII Всеукраїнська бієнале історичного жанру «Україна від Трипілля до сьогодення в образах сучасних художників» присвячена 100-річчю проголошення незалежності Української Народної Республіки (Київ, Центральний будинок художника)
ІІ Міжнародний мистецький пленер «Кращий художник/The best artist 2018» (Вінниця)
ІІІ Міжнародна бієнале молодих художників (театральна галерея м. Алітус, Литва)
Міжнародний пленер «Від Німана до Буга» (Кочергіне, Литва)

### 2019р.:
Всеукраїнський немирівський живописний пленер (Вінницька обл., Немирів)
Ювілейна виставка до 50-річчя Київської організації НСХУ (Київ, Центральний будинок художника)
58 Венеційська бієнале, проєкт «Падаюча тінь „Мрії“ на сади Джардіні» (Венеція, Італія)
Культурно-мистецький проєкт «Артвізитівка Києва» (Київ, Київрада, виставкові зали столиці)
Арт-проект «En plein air à Rybalsky»(Київ, Lera Litvinova Gallery)
VII Всеукраїнська трієнале «Живопис-2019» (Київ, Центральний будинок художника)
Міжнародний конкурс Luxembourg Art Prize 2019 (Люксембург, музей La Pinacotheque)
Персональна виставка «Живопис у чорних рамах» (Вінниця, Вінницька обласна організація НСХУ). 
Виставка-продаж (Київ, Галерея НЮ АРТ)
Всеукраїнський історичний пленер «Харків крізь віки» (Харків, ХНЕУ ім. С. Кузнеця)
Персональна виставка «Живопис у чорних рамах» (Житомир, Gnatyuk Art Center)
ІІ Міжнародний пленер (Кочергіне, Литва);
Міжнародний пленер «4 сезони року — палітра дружби (осінь)» (Батумі, Грузія)
Міжнародна виставка (Аджарський музей мистецтв, Батумі, Грузія)
Мистецький проєкт Центру психологічної допомоги «Рівновага» «Это поразительно — быть мной!» (Київ, Музей однієї вулиці, Андрївський узвіз, 2 б, в) 
Авторський майстер-клас «Квіти осені» (Київ, Музейний провулок, 6, Центр реабілітації та реадаптації учасників АТО/ООС «Ярміз»)

### 2020р.:
Персональна виставка «15 картин» (Київ, Культурно-мистецький центр Дарницького району)
Всеукраїнський пленер-симпозіум «Портрет Поділля — зима — 2020» (Хмельницька область, Кам'янець-Подільський)
Міжнародна віртуальна виставка живопису (Мистецький центр, Кочергіне, Литва)
Міжнародна виставка віртуального проекту COV 19/2020s (Батумі, Тбілісі, Грузія)
Міжнародний проєкт з анімування живопису "Малюємо фільм: виставка «З любов'ю, Вінсент» (Київ, «Український Дім»)
Конкурс на здобуття премії імені М. Г. Дерегуса (Міністерство культури та інформаційної політики України)

### 2021 р.:
Персональна виставка: арт-проєкт "КЛІТКИ" (Київ, Музейно-виставковий центр сучасного мистецтва музею історії Києва)    
Четвертий Всеукраїнський фестиваль сучасного жіночого мистецтва Ukrainian Contemporary Women’s Art Fest 2021 (Київ, Інститут проблем сучасного мистецтва НАН України)
Міжнародний мистецький симпозіум – пленер «Чорна Гора – 2021» (Закарпатська область, м. Виноградів)

### 2022 р.:
Виставка-продаж "Під час війни" (Ужгород, Закарпатський обласний художній музей ім. Й. Бокшая) 
Груповий проєкт «Час війни. Рефлексії…» (Львів, галерея «Дзиґа») 
Віртуальна виставка "RESISTANCE, Baroque Gallery App."
Групова виставка "Промінь світла" (ФРН, Карлсруе, Galerie Das Art Institut)
Виставка: Vernissage, Gallery Das Art Institut and Quartier Kultur-Kaiser-Passage (Німеччина, Карлсруе)
Міжнародний арт-проєкт "KRAFT" (ФРН, Карлсруе, Galerie Das Art Institut)
Міжнародний арт-проєкт "WIR" (ФРН, Карлсруе,  Kultur-Kaiserpassage)
Мистецький проєкт “Eye of the Beholder: Don’t Close Your Eyes” (США, exhibition at the Grimshaw-Gudewicz Art Gallery at Bristol Community College)“Eye of the Beholder: Don’t Close Your Eyes”
Мистецький проєкт «Don`t close your eyes».Українські художники реагують на війну. The New Art Corridor. Ньютон, Массачусетс, США.
Мистецький проєкт «The eye, of the beholder», Grimshaw-Gudewicz Art Gallery, Bristol Community College, Фолл-Рівер, Массачусетс, США.

### 2023 р.:
Мистецький проєкт "Не закривайте очі. Відповідь українських митців на війну" (США, громадський центр мистецтв Медісона,10 Kings Road Madison NJ. 07940). «Don`t close your eyes», Medison Community Art Centr Мадісон, Нью Джерсі, США
АРТ-ПРОЄКТ «КОСМОГОНІЯ СЕНСІВ» (Музей сучасного українського мистецтва Корсаків, Луцьк)
Всеукраїнська Різдвяна виставка (Київ, Центральний будинок художника)

### 2024 р.:
Міжнародний мистецький проєкт "Палітра дружби" (Грузія, Батумі, Аджарський музей мистецтв)
Всеукраїнський культурно-мистецький проєкт "Нескорене прикордоння" (Сумська область, м. Шостка, «Art-центр»)
24-й Міжнародний рєпінський пленер (Харківська обл., м.Чугуїв, культурний центр "Імідж")
Всеукраїнський культурно-мистецький проєкт до Дня Незалежності України (м. Київ, Центральний будинок художника)
Всеукраїнський культурно-мистецький проєкт, присвячений 180-річчю з дня народження Іллі Рєпіна (Харківська обл., м.Чугуїв, культурний центр "Імідж")
ХVІІІ Всеукраїнська виставка «Чарівні барви Дніпра» (м. Дніпро, ДО НСХУ)
Всеукраїнський мистецький проєкт "Апокрифи нескорених" (міста Кам'янське та Львів)

### 2025 р.:
Виставка "Primavera" (Київ, художня галерея "Митець")
Персональний арт-проєкт "Стратегія домінування" (Київ, виставковий центр «Мистецький простір»)
Всеукраїнський культурно-мистецький проєкт "Х Всеукраїнська трієнале живопису" (Київ, Центральний будинок художника)
Персональна виставка "Фрезерування" (Київ, галерея "Триптих Арт")

## Роботи зберігаються:
- Запорізький обласний художній музей
- Музей історії міста Кам'янського
- Державний історико-культурний заповідник міста Дубно
- Аджарський музей мистецтв
- Харківський національний економічний університет імені Семена Кузнеця
- Музей сучасного мистецтва у м. Карлсруе (Німеччина), Städtische Galerie Karlsruhe
- New Art Center Gallery. Boston. USA
- Музей сучасного українського мистецтва Корсаків
- Художньо-меморіальний музей І.Ю. Рєпіна
- Музей історії Києва (Музей авангарду)
- інші галереї, музеї та приватні колекції в Україні, Грузії, Литві, Франції, США, Канаді, Китаї, Казахстані, Чорногорії, Єгипті, Німеччині та інших країнах.

## Фото окремих робіт
- Фото окремих робіт